# Алгоритм Фрейвалдса
Алгоритм Фрейвалдса (назван по имени Русиньша Мартыньша Фрейвалдса) — это вероятностный рандомизированный алгоритм, используемый для верификации матричного произведения. По трём матрицам {\displaystyle A}, {\displaystyle B} и {\displaystyle C} размера {\displaystyle n\times n} необходимо проверить, что {\displaystyle A\times B=C}. Наивный алгоритм решения данной задачи заключается в том, чтобы посчитать {\displaystyle A\times B} в явном виде и поэлементно сравнить получившуюся матрицу с {\displaystyle C}. Однако наилучший известный алгоритм умножения матриц работает за время {\displaystyle O(n^{2.3729})}. Алгоритм Фрейвалдса использует рандомизацию чтобы снизить данную оценку до {\displaystyle O(n^{2})} с высокой вероятностью. За время {\displaystyle O(kn^{2})} алгоритм может проверить матричное произведение с вероятностью ошибки, не превосходящей {\displaystyle 2^{-k}}.

## Алгоритм

### Ввод
Три матрицы {\displaystyle A}, {\displaystyle B} и {\displaystyle C} размера {\displaystyle n\times n}.

### Вывод
«Да» если {\displaystyle A\times B=C}; «Нет» в противном случае.

### Процедура
1. Сгенерировать случайный вектор {\displaystyle {\vec {r}}} из нулей и единиц размера {\displaystyle n\times 1}.
2. Вычислить {\displaystyle {\vec {P}}=A\times (B{\vec {r}})-C{\vec {r}}}.
3. Вывести «Да» если {\displaystyle {\vec {P}}=(0,0,\ldots ,0)^{T}}; «Нет» в противном случае.

### Вероятность ошибки
Если {\displaystyle A\times B=C}, то алгоритм всегда возвращает «Да». Если {\displaystyle A\times B\neq C}, то вероятность того, что алгоритм вернёт «Да» не больше {\displaystyle 1/2}.
Если выполнить алгоритм {\displaystyle k} раз и возвращать «Да» только если на каждой итерации был получен ответ «Да», будет получен алгоритм со временем работы {\displaystyle O(kn^{2})} и вероятностью ошибки {\displaystyle \leq 2^{-k}}.

## Пример
Пусть нужно проверить, что:
{\displaystyle AB={\begin{bmatrix}2&3\\3&4\end{bmatrix}}{\begin{bmatrix}1&0\\1&2\end{bmatrix}}{\stackrel {?}{=}}{\begin{bmatrix}6&5\\8&7\end{bmatrix}}=C.}
Выбирается случайный вектор из нулей и единиц, например, {\displaystyle {\vec {r}}={\begin{bmatrix}1\\1\end{bmatrix}}}, после чего он используется для вычислений:
{\displaystyle {\begin{aligned}A\times (B{\vec {r}})-C{\vec {r}}&={\begin{bmatrix}2&3\\3&4\end{bmatrix}}\left({\begin{bmatrix}1&0\\1&2\end{bmatrix}}{\begin{bmatrix}1\\1\end{bmatrix}}\right)-{\begin{bmatrix}6&5\\8&7\end{bmatrix}}{\begin{bmatrix}1\\1\end{bmatrix}}\\&={\begin{bmatrix}2&3\\3&4\end{bmatrix}}{\begin{bmatrix}1\\3\end{bmatrix}}-{\begin{bmatrix}11\\15\end{bmatrix}}\\&={\begin{bmatrix}11\\15\end{bmatrix}}-{\begin{bmatrix}11\\15\end{bmatrix}}\\&={\begin{bmatrix}0\\0\end{bmatrix}}.\end{aligned}}}
То, что получен нулевой вектор указывает на то, что {\displaystyle AB=C}. Однако, если на второй итерации использовать вектор {\displaystyle {\vec {r}}={\begin{bmatrix}1\\0\end{bmatrix}}} , то будет получен следующий результат:
{\displaystyle A\times (B{\vec {r}})-C{\vec {r}}={\begin{bmatrix}2&3\\3&4\end{bmatrix}}\left({\begin{bmatrix}1&0\\1&2\end{bmatrix}}{\begin{bmatrix}1\\0\end{bmatrix}}\right)-{\begin{bmatrix}6&5\\8&7\end{bmatrix}}{\begin{bmatrix}1\\0\end{bmatrix}}={\begin{bmatrix}-1\\-1\end{bmatrix}}.}
Полученный вектор не нулевой, что доказывает, что {\displaystyle AB\neq C}.
В рассмотренном случае есть всего четыре двухэлементных векторов из нулей и единиц, и на половине из них получается нулевой вектор ({\displaystyle {\vec {r}}={\begin{bmatrix}0\\0\end{bmatrix}}} и {\displaystyle {\vec {r}}={\begin{bmatrix}1\\1\end{bmatrix}}}), таким образом вероятность того, что оба раза будет выбран один из этих векторов (что повлечёт ложный вывод о том, что {\displaystyle AB=C}) равна {\displaystyle 2^{-2}} или {\displaystyle 1/4}. В общем случае доля векторов {\displaystyle r}, влекущих нулевой вектор может быть меньше {\displaystyle 1/2}, и использование нескольких итераций (например, 20) сделает вероятность ошибки пренебрежимо малой.

## Анализ алгоритма
Пусть вероятность ошибки равна {\displaystyle p}. Если {\displaystyle A\times B=C}, то {\displaystyle p=0}, если же {\displaystyle A\times B\neq C}, то {\displaystyle p\leq 1/2}.

### СлучайA×B=C
{\displaystyle {\begin{aligned}{\vec {P}}&=A\times (B{\vec {r}})-C{\vec {r}}\\&=(A\times B){\vec {r}}-C{\vec {r}}\\&=(A\times B-C){\vec {r}}\\&={\vec {0}}\end{aligned}}}
Полученный результат не зависит от {\displaystyle {\vec {r}}}, так как здесь используется лишь то, что {\displaystyle A\times B-C=0}. Таким образом, вероятность ошибки в данном случае:
{\displaystyle \Pr[{\vec {P}}\neq 0]=0}

### СлучайA×B≠C
Пусть матрица {\displaystyle D} такова, что
{\displaystyle {\vec {P}}=D\times {\vec {r}}=(p_{1},p_{2},\dots ,p_{n})^{T}}
Где
{\displaystyle D=A\times B-C=(d_{ij})}.
Так как {\displaystyle A\times B\neq C}, некоторые элементы матрицы {\displaystyle D} не равны нулю. Пусть {\displaystyle d_{ij}\neq 0}. По определению матричного произведения:
{\displaystyle p_{i}=\sum _{k=1}^{n}d_{ik}r_{k}=d_{i1}r_{1}+\cdots +d_{ij}r_{j}+\cdots +d_{in}r_{n}=d_{ij}r_{j}+y}.
Для некоторой константы {\displaystyle y}. Используя теорему Байеса, можно разложить вероятность по {\displaystyle y}:
{\displaystyle \Pr[p_{i}=0]=\Pr[p_{i}=0|y=0]\cdot \Pr[y=0]\,+\,\Pr[p_{i}=0|y\neq 0]\cdot \Pr[y\neq 0]}.
Указанные вероятности можно оценить следующим образом:
{\displaystyle \Pr[p_{i}=0|y=0]=\Pr[r_{j}=0]={\frac {1}{2}}}
{\displaystyle \Pr[p_{i}=0|y\neq 0]=\Pr[r_{j}=1\land d_{ij}=-y]\leq \Pr[r_{j}=1]={\frac {1}{2}}}
Подставляя эти выражения в исходное равенство, можно прийти к:
{\displaystyle {\begin{aligned}\Pr[p_{i}=0]&\leq {\frac {1}{2}}\cdot \Pr[y=0]+{\frac {1}{2}}\cdot \Pr[y\neq 0]\\&={\frac {1}{2}}\cdot \Pr[y=0]+{\frac {1}{2}}\cdot (1-\Pr[y=0])\\&={\frac {1}{2}}\end{aligned}}}
Таким образом,
{\displaystyle \Pr[{\vec {P}}=0]=\Pr[p_{1}=0\land \dots \land p_{i}=0\land \dots \land p_{n}=0]\leq \Pr[p_{i}=0]\leq {\frac {1}{2}}.}